# Платт (округ, Вайоминг)
Округ Платт (англ. Platte County) — округ, расположенный в штате Вайоминг (США) с населением в 8807 человек по статистическим данным переписи 2000 года.
Столица округа находится в городе Уитленд.

## История
Округ Платт был образован в 1911 году.

## География
По данным Бюро переписи населения США округ Платт имеет общую площадь в 5467 квадратных километров, из которых 5400 кв. километров занимает земля и 67 кв. километров — вода. Площадь водных ресурсов округа составляет 1,23 % от всей его площади.

### Соседние округа
- Найобрэра — северо-восток
- Гошен — восток
- Ларами — юг
- Олбани — запад
- Конверс — северо-запад

### Охраняемые природные территории
- Национальный заповедник Медисин-Боу (часть)

## Демография

Распределение населения округа Платт по возрастным диапазонам

По данным переписи населения 2000 года в округе Платт проживало 8807 человек, 2494 семьи, насчитывалось 3625 домашних хозяйств и 4528 жилых домов. Средняя плотность населения составляла 2а человек на один квадратный километр. Расовый состав округа по данным переписи распределился следующим образом: 96,18 % белых, 0,16 % чёрных или афроамериканцев, 0,50 % коренных американцев, 0,17 % азиатов, 0,02 % выходцев с тихоокеанских островов, 1,27 % — представителей смешанных рас, 1,69 % — других народностей. Испано- и латиноамериканцы составили 5,28 % от всех жителей округа.
Из 3 625 домашних хозяйств в 30,00 % — воспитывали детей в возрасте до 18 лет, 58,90 % представляли собой совместно проживающие супружеские пары, в 6,80 % семей женщины проживали без мужей, 31,20 % не имели семей. 27,30 % от общего числа семей на момент переписи жили самостоятельно, при этом 13,20 % составили одинокие пожилые люди в возрасте 65 лет и старше. Средний размер домашнего хозяйства составил 2,40 человек, а средний размер семьи — 2,92 человек.
Население округа по возрастному диапазону по данным переписи 2000 года распределилось следующим образом: 25,40 % — жители младше 18 лет, 6,60 % — между 18 и 24 годами, 24,30 % — от 25 до 44 лет, 27,30 % — от 45 до 64 лет и 16,60 % — в возрасте 65 лет и старше. Средний возраст жителей округа составил 41 год. На каждые 100 женщин в округе приходилось 97,40 мужчин, при этом на каждых сто женщин 18 лет и старше приходилось 96,50 мужчин также старше 18 лет.
Средний доход на одно домашнее хозяйство в округе составил 33 866 долларов США, а средний доход на одну семью в округе — 41 449 долларов. При этом мужчины имели средний доход в 31 484 доллара в год против 19 635 долларов среднегодового дохода у женщин. Доход на душу населения в округе составил 17 530 долларов в год. 8,50 % от всего числа семей в округе и 11,70 % от всей численности населения находилось на момент переписи населения за чертой бедности, при этом 15,90 % из них были моложе 18 лет и 12,20 % — в возрасте 65 лет и старше.

## Главные автодороги
- US 26
- US 87
- I-25
- WH 34

## Населённые пункты

### Города
- Чагуотер
- Глендо
- Гернси
- Хартвилл
- Уитленд

### Статистически обособленные местности
- Чугкрик
- Лейквью-Норт
- Слейтер
- Уэствью-Серкл
- Уай-Оу Рэнч